# Psapharochrus penrosei
Psapharochrus penrosei är en skalbaggsart som först beskrevs av Chemsak och Hovore 2002. Psapharochrus penrosei ingår i släktet Psapharochrus och familjen långhorningar.
Artens utbredningsområde är Panama. Inga underarter finns listade i Catalogue of Life.